# جيب ليبرتي (كي كي)
جيب ليبرتي (بالإنجليزية: Jeep Liberty (KK))‏ هي سيارة من تصنيع شركة جيب (سيارة) (كرايسلر).